# Andreas Stitzl
Andreas „Andi“ Stitzl (* 4. März 1974 in Traunstein) ist ein ehemaliger deutscher Biathlet und Skilangläufer und heutiger Biathlontrainer. Er ist Berufssoldat der Sportfördergruppe der Bundeswehr an der Jägerkaserne in Bischofswiesen.

## Karriere im Sport
Andreas Stitzl trat 2000 in Zakopane erstmals bei den Europameisterschaften auf der internationalen Bühne an. Er wurde Europameister im Sprint und Dritter in der Verfolgung. Eine weitere Goldmedaille gewann er mit der Staffel, zu der auch Jan Wüstenfeld, Gunar Bretschneider und Ulf Karkoschka gehörten. 2001 debütierte er in Ruhpolding im Biathlon-Weltcup. Nach einem 41. Platz im Sprint wurde er 29. in der Verfolgung. 2001 trat er erneut bei den Europameisterschaften in Haute-Maurienne an. Hier gewann er im Einzel Silber hinter dem Österreicher Günther Beck und mit der Deutschen Staffel (mit Michael Greis, Alexander Wolf und Jörn Wollschläger) Gold. In der Saison 2001/02 trat er erneut mehrfach im Weltcup an. Sein bestes Saisonergebnis und auch sein bestes Weltcupergebnis überhaupt war ein Vierter Platz in der Verfolgung von Antholz, nachdem er im dazugehörenden Einzelrennen zuvor nur 21. wurde. Weitere Saisonhöhepunkte waren der Gewinn der Bronzemedaille im Sprint bei den Militärweltmeisterschaften in Jericho und die Teilnahme an seinen dritten Europameisterschaften in Kontiolahti. Hier gewann er zusammen mit Daniel Graf, Andreas Birnbacher und Carsten Heymann sein drittes Staffelgold.
Von 2002 bis 2006 nahm Stitzl als Skilangläufer an Wettbewerben der FIS teil. Dabei lief er sein erstes Weltcuprennen zum Beginn der Saison 2002/03 in Düsseldorf, welches er auf den 22. Platz im Sprint beendete und damit auch seinen ersten Weltcuppunkte gewann. Im Januar 2003 holte er in Nove Mesto mit dem dritten Platz in der Staffel seine erste Podestplatzierung im Weltcup. Bei den nordischen Skiweltmeisterschaften 2003 im Val di Fiemme belegte er den 23. Rang im Sprint. In den folgenden Jahren lief er vorwiegend im Continental Cup und Alpencup. Im Oktober 2004 erreichte er mit dem dritten Platz in Düsseldorf zusammen mit Toni Lang im Teamsprint nochmals eine Podestplatzierung im Weltcup.
Seit der Saison 2007/08 war Andreas Stitzl Bundestrainer der männlichen Jugend (J17) sowie Stützpunkttrainer in Ruhpolding in der Chiemgau-Arena. Als solcher betreute er unter anderem Kati Wilhelm. Ab 2010 war er Trainer der Lehrgangsgruppe Ib des männlichen Nationalkaders im Biathlon. Zur Saison 2014/15 übernahm er neben Mark Kirchner die Position des Leitenden Disziplintrainers der Herrenmannschaft. An den Stützpunkten gibt es üblicherweise eine Zusammenarbeit zwischen den Lehrgangsgruppen, während des Weltcups und der Trainingslager ist Stitzl jedoch ausschließlich für die Weltcupmannschaft bzw. die erste Lehrgangsgruppe zuständig. Zum Ende der Saison 2017/2018 trat Andreas Stitzl als Co-Trainer von Mark Kirchner zurück.
Nach vier Jahren kehrte Stitzl zur Saison 2022/23 als Lauftrainer im Biathlon-Nachwuchsbereich zum Deutschen Skiverband zurück.

## Nähe zur Reichsbürgerbewegung
2016 erweckte Stitzl durch einen Antrag auf Ausstellung eines Staatsangehörigkeitsausweis beim Landratsamt Traunstein den Eindruck, der sogenannten Reichsbürgerbewegung oder deren Ideologie nahezustehen. So soll er sich auf das Reichs- und Staatsangehörigkeitsgesetz von 1913 berufen und als weitere Staatsangehörigkeit „Königreich Bayern“ angegeben haben. Infolgedessen wurden ihm im Februar 2017 seine waffenrechtlichen Erlaubnisse entzogen. Sein Biathlongewehr musste er daraufhin abgeben. Eine Klage gegen diese Maßnahme im Juli 2019 vor dem Verwaltungsgericht München blieb erfolglos. Der Bayerische Innenminister Joachim Herrmann begrüßte das Urteil. Die Innenministerkonferenz hatte im Juni 2017 nach dem Polizistenmord in Georgensgmünd beschlossen, allen Anhängern der Reichsbürgerszene die waffenrechtliche Zuverlässigkeit zu entziehen.

## Biathlon-Weltcup-Platzierungen
| Platzierung | Einzel | Sprint | Verfolgung | Massenstart | Staffel | Gesamt |
| ----------- | ------ | ------ | ---------- | ----------- | ------- | ------ |
| 1. Platz    |        |        |            |             |         |        |
| 2. Platz    |        |        |            |             |         |        |
| 3. Platz    |        |        |            |             |         |        |
| Top 10      |        |        | 1          |             | 1       | 2      |
| Punkteränge | 1      |        | 3          |             | 1       | 5      |
| Starts      | 2      | 3      | 3          |             | 1       | 9      |